# Quantico (Virginia)
Quantico è una città (town) degli Stati Uniti d'America, situata nella contea di Prince William dello Stato della Virginia, parte dell'area metropolitana di Washington.
È completamente circondata dalla Marine Corps Base Quantico (una delle più grandi basi nel mondo dei marines) su tre lati, e dal fiume Potomac sul quarto. È posta a sud della foce del torrente Quantico Creek sul Potomac.
Dal censimento del 2010, risulta una popolazione di 480 abitanti.
Dal 2013 è sindaco Kevin P. Brown.

## Cultura di massa
Nella cultura popolare, Quantico è stata l'ambientazione di diverse serie televisive, film e libri. In particolare, ricordiamo:
1. La serie TV Quantico. Tutta la 1ª stagione è ambientata proprio all'Accademia di Quantico dell'FBI in Virginia.
2. Quindici episodi della serie X - Files, ambientata nello specifico nell'Accademia dell'FBI.
3. Diverse scene del libro di Thomas Harris Il Silenzio degli Innocenti e del film basato sullo stesso.
4. La serie drammatica della CBS CSI: Cyber.
5. La serie thriller originale Netflix, Mindhunter.
6. La serie TV Criminal Minds.
7. La serie TV Limitless.
8. Nella serie TV The Blacklist l‘agente speciale Keen menziona più volte il periodo di addestramento a Quantico
9. Alcune scene della 5ª stagione della serie TV Riverdale, ambientate in un laboratorio dell'FBI.
10. Nella serie NCIS, molte scene sono ambientate a Quantico, nello specifico in scene di addestramento o di interrogatorio/arresto di marine o persone collegate ai medesimi.
11. Nella serie White Collar, l'agente FBI Peter Burke afferma di essere andato all'Accademia del FBI a Quantico e di aver imparato molto.